# Treize Mondial
Ne doit pas être confondu avec Onze Mondial ou Treize Magazine.
Treize Mondial (  de rugby à « Treize » et de « Mondial ») est un site d'information sportive français, spécialisé en rugby à XIII.
Il est, fin des années 2010, le seul média numérique indépendant, francophone et  national à couvrir quotidiennement , parfois en temps réel, le rugby à XIII français et mondial.

## Histoire
L’idée initiale de Treize Mondial est venue de Gregory Caffort en 2010, qui constate la sous-médiatisation du Rugby à XIII. Avec l’aventure des Dragons Catalans en Super League, il « a senti que ce sport, jadis n°1 des rugbys en France pouvait renaître de ses cendres ».

## Supports
Si , au premier regard, le site apparait comme un site agrégateur de nouvelles, le site est à la limite du genre et aux frontières du « rewriting ».
Il peut ainsi s'apparenter  à un média classique car il dispose de son propre contenu éditorial , avec des articles, des interviews de personnalités et des éditoriaux, parfois engagés.
Les articles de Treize Mondial  sont publiés principalement sur son site, et répartis entre différentes rubriques (XIII en France, NRL, Super League...). Ils sont également relayés sur les réseaux sociaux tels que Facebook et Tweeter, sur lesquels le site dispose d'un compte officiel. Le site diffuse également ses propres interviews sur une chaine youtube.
Le site maintient à jour les classements des différents championnats, et notamment la plupart des championnats français, à l'exclusion notable du rugby fauteuil.
Il constitue alors, avec le site de la Fédération française de rugby à XIII, l'une des rares sources de résultats en temps réel.
Les revenus de l'entreprise sont assurés par  la présence de publicités sur le site ainsi que par le vente de produits via une boutique de VPC.

## Équipe rédactionnelle
Elle est composée, fin des années 2010, de Grégory Caffort, Nicolas Jacquemard, Julien Castagnet, Idriss Ahamada, Benjamin Cots, Jérémy Planques et Raphaël Ousty.

## Ligne éditoriale
Le site fait parfois appel à des acteurs du monde du rugby à XIII pour la rédaction d'éditoriaux. Des acteurs qui ne sont pas nécessairement ceux que l'on retrouve de la presse treiziste traditionnelle.
La ligne éditoriale du site semble être très libérale d'un point de vue économique : pour le site, un grand nombre de problèmes du rugby à XIII français, pour ne pas dire tous, ont pour source des problèmes économiques et non des raisons historiques, politiques ou sociales. C'est le cas notamment de la faible couverture médiatique à la télévision. Ainsi concernant l'arrêt de la diffusion des Dragons catalans par la chaine qatarie  Beinsport , le site analyse cela de la façon suivante : « si la chaîne refuse de payer ces frais, c’est qu’elle est perdante d’un point de vue financier. Une chaîne de TV est une entreprise et il en existe peu qui travaillent à perte ou en tout cas elles n’existent pas longtemps. ».